# Euomopalon superbum
Euomopalon superbum är en insektsart som beskrevs av Sjöstedt 1920. Euomopalon superbum ingår i släktet Euomopalon och familjen gräshoppor. Inga underarter finns listade i Catalogue of Life.